# Hieracium camkorijense
Hieracium camkorijense là một loài thực vật có hoa trong họ Cúc. Loài này được Zahn mô tả khoa học đầu tiên.